# 마복자
마복자(磨腹子)는 박창화의 필사본 화랑세기에 따르면, 신라 시대에 있었던 풍습이다.
일종의 대부(代父) 제도이다. 필사본 화랑세기는 마복자에 대해서 자세하게 설명하고 있다. 마복자란 하위 계급의 여성이 상위 계급의 남성과 성관계를 하여 낳게 된 아이다. 예를 들어, 왕의 마복자는 왕자나 공주는 아니지만 왕의 보호를 받는다. 그외 화랑이나 기타 귀족 집단 사이에서도 마복자 풍습이 존재하였다. 예를 들어, 화랑의 간부층이라고 할 수 있는 낭도들은, 풍월주의 마복자들로 구성된다.
화랑의 제1대 풍월주인 위화랑의 경우 소지 마립간의 마복자였으며, 사다함과 진흥왕 등의 부인이었던 미실궁주의 아들들도 상당수가 마복자이다.

## 소지마립간의 마복칠성
신라의 제 21대 왕인 소지마립간에게는 7명의 마복자가 있었다. 이들을 마복칠성(磨腹七星)이라고 불렀다. 그들은 벽아부인이 낳은 위화랑, 보혜의 아들 아시공, 준명공주의 아들 수지공, 홍수의 아들 이등공, 보옥공주가 낳은 이사부, 묘양이 낳은 비량공, 그리고 가야의 융융공주가 낳은 융취공 등이었다.